# Krishnaprem
Krishnaprem (bürgerlich Ronald Nixon; * vor 1900; † 14. November 1965) war ein englischer Gelehrter, der sich Anfang des zwanzigsten Jahrhunderts zum Gottsuchenden und Yogi in Indien wandelte.

## Leben
Er besuchte die Universität in Cambridge. Im Ersten Weltkrieg war er Pilot und musste Bomben über feindlichem Gebiet abwerfen. Bei einem dieser Flüge, soll er plötzlich eine Kraft gespürt haben, die sich seines Handgelenks bemächtigte und sein Flugzeug scharf nach links abdrehen ließ. Diese Manöver rettete ihm das Leben und war seiner Meinung nach das Wunder einer Macht, die über menschliches Verständnis hinausgeht.

Als Dozent für Englisch erhielt er einen Ruf an die Universität von Lakhnau in Indien. Dort entwickelte er sich mit seinen Kenntnissen der indischen Mythen und heiligen Bücher zum Streiter für die Sache Krishnas und der Indischen Spiritualität (im Gegensatz zu seinen intellektuellen und „aufgeklärten“ indischen Kollegen).

Er fand in Monika Devi, der Frau des geschäftsführenden Rektors der Universität, J. N. Chakravarti, eine Vertraute. Sie verehrte Krishna und liebte es, bengalische Kirtans und Bhajans in Hindi zu hören.
Im September 1923 war ein Freund des Hauses mit Namen Dilip Kumar Roy einige Wochen an der Universität zu Gast und trug religiöse Lieder vor. Es entwickelte sich eine Freundschaft zwischen ihm und Krishnaprem.
Monika Devi legte ein Jahr später das Gelübde einer Sannyasin ab, änderte ihren Namen und ließ sich den Kopf nach dem Beispiel ihres Gurus, eines alten Goswami eines Brindaban-Tempels (Verehrer Krishnas), kahlscheren.
Ronald Nixon wurde von Monika Devi in den Vaishnavismus eingeweiht, tauschte seine englische Kleidung gegen die ockerfarbene Ordenstracht ein und sah Yashoda Ma – wie Monika Devi sich fortan nannte – als seinen Guru an.
Beide lebten dann in einfachsten Verhältnissen in ihrem Ashram in der Nähe von Almora im Himalaya. Ihren Tempel widmeten sie Lord Krishna und Radha.
Die beiden ersten weiteren Mitbewohner des Ashrams wurden Motirani, die jüngste Tochter von Herr und Frau Chakravarti, sowie Dr. Alexander, ein bekannter englischer Chirurg, der sein weltliches Leben aufgab und ihnen nachfolgte.
Yashoda Ma starb um 1940; Motirani um 1950.
Dilip Kumar Roy besuchte den Ashram nur selten, doch hielt er über vier Jahrzehnte eine Brieffreundschaft mit Krishnaprem. Er sammelte die Briefe seines Freundes und nach seinem Tode veröffentlichte er ein Buch über sein Leben und ihrer beider Korrespondenz.

## Zitate
Joga aber ist eins und ewig. Als der Mensch zum ersten Mal auf dieser Erde erschien, kam er die Leiter des Yoga herab. Wenn der letzte Mensch diese Erde verläßt, wird er dieselbe Leiter  emporsteigen. Die Leiter ist eins. Es gibt keine andere. Mittel und Wege können von Mensch zu Mensch unterschiedlich sein und sind es auch, wobei jeder seine besonderen Schwierigkeiten hat, aber die Leiter selbst ist eins. (aus einem Brief an D.K. Roy vom 17. Januar 1942)

## Werke
- The Yoga of the Kathopanishad
- Yoga for the Westerner
- The Yoga of the Bhagavat Gita, Element Books, 1988.
- Initiation into Yoga; An Introduction to the Spiritual Life, Quest, 1976.
- Man, The Measure of All Things, in the stanzas of Dzyan, with Sri Madhava Ashish, Theosophical Publishing House, 1969.